# Aeroporto Internacional Diori Hamani
O Aeroporto Internacional Diori Hamani (em francês: Aéroport international Diori Hamani) (IATA: NIM, ICAO: DRRN) é um aeroporto internacional localizado em Niamey, capital do Níger, sendo o principal do país.